# Sphingulini
Gli Sphingulini Rothschild & Jordan, 1903 sono una tribù di lepidotteri appartenente alla sottofamiglia Smerinthinae della famiglia Sphingidae, diffusa in Asia, Oceania e America Centrale.

## Distribuzione
La tribù annovera generi diffusi tra l'Eurasia e l'Australia, fatta eccezione per Monarda, che presenta un areale prettamente messicano.

## Tassonomia

### Generi
Questo taxon annovera nove generi, suddivisi in 26 specie:

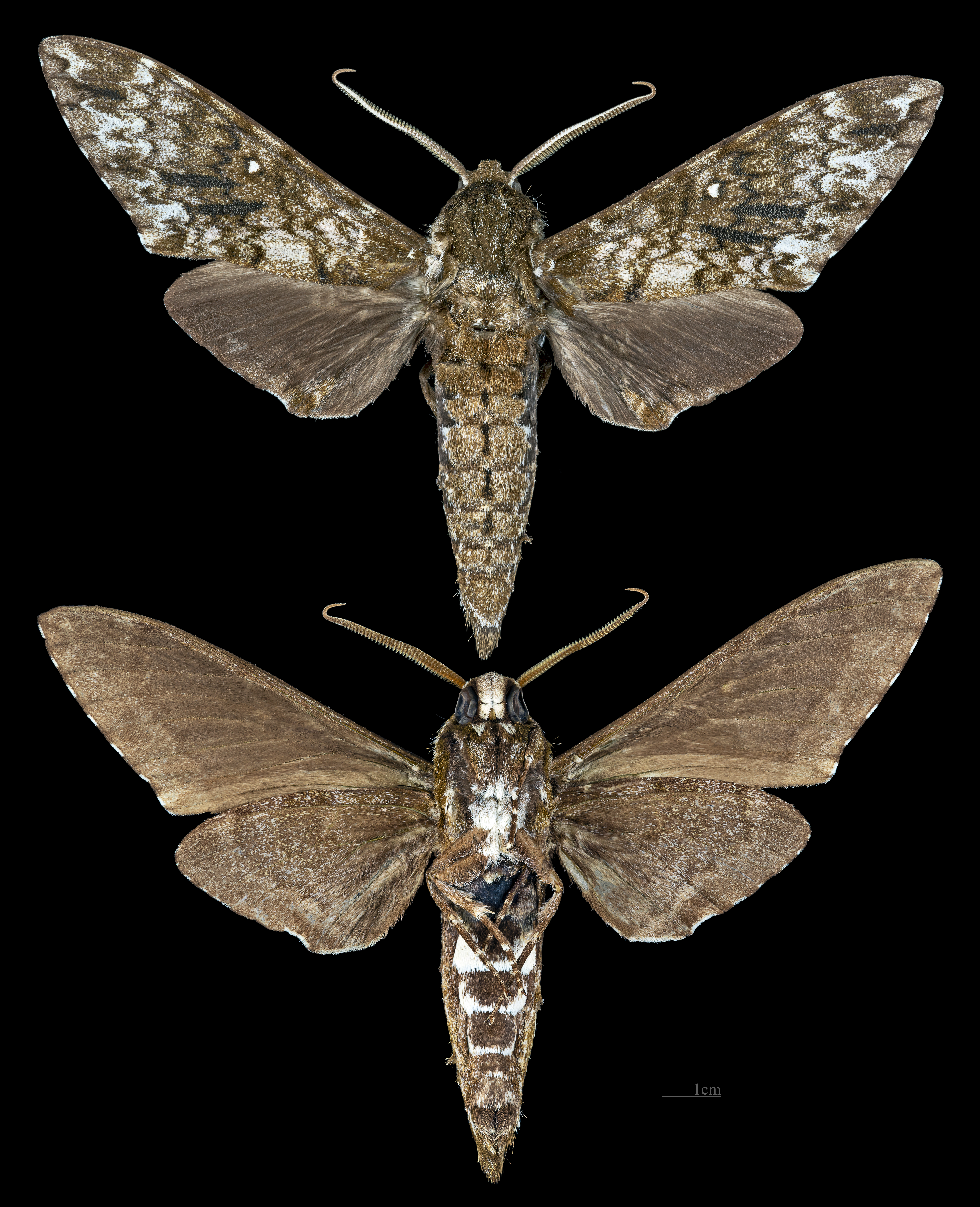
Dolbina
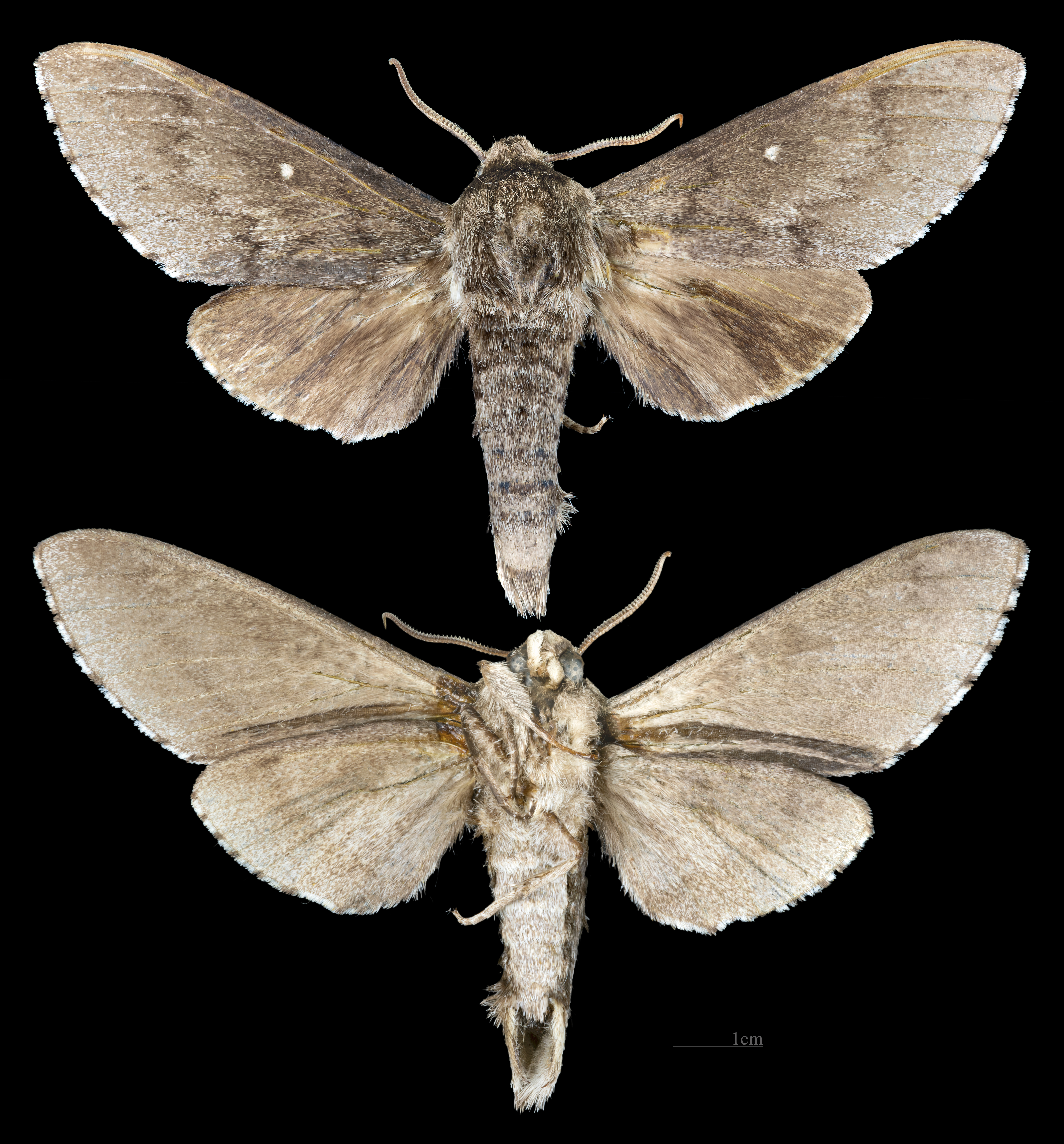
Sphingulus
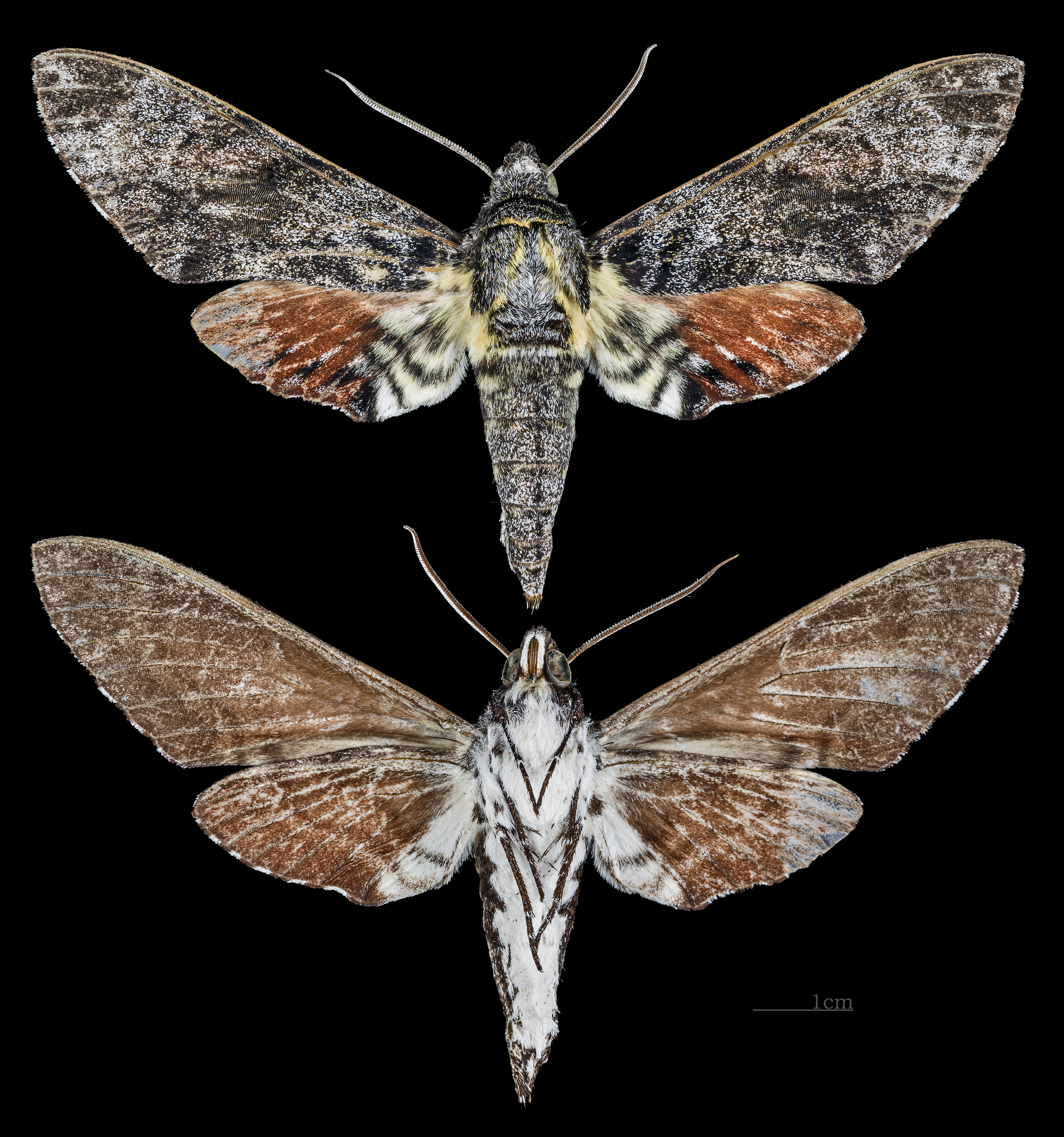
Tetrachroa

- Genere Coenotes Rothschild & Jordan, 1903
- Genere Dolbina Staudinger, 1877
- Genere Hopliocnema Rothschild & Jordan, 1903
- Genere Kentrochrysalis Staudinger, 1887
- Genere Monarda Druce, 1896
- Genere Pentateucha Swinhoe, 1908
- Genere Sphingulus Staudinger, 1887
- Genere Synoecha Rothschild & Jordan, 1903
- Genere Tetrachroa Rothschild & Jordan, 1903

- Dolbina
- Sphingulus
- Tetrachroa

### Sinonimi
Non sono stati riportati sinonimi.